# Natalie Gauci
Natalie Rose Gauci (Melbourne, 26 novembre 1981) è una cantante australiana.

## Biografia
Di origini italiane e maltesi, Natalie Gauci è salita alla ribalta nel 2007, quando ha vinto la quinta edizione della versione australiana di Pop Idol. A novembre del medesimo anno ha pubblicato il singolo Here I Am, che ha debuttato in 2ª posizione nella ARIA Singles Chart e che è stato certificato disco d’oro nel paese. Il suo album di debutto, intitolato The Winner's Journey, è uscito nel dicembre successivo ed ha raggiunto l'11ª posizione nella classifica australiana degli album, venendo certificato disco di platino nel paese.
Nell'agosto 2009 la cantante ha lasciato la Sony Music a causa della pressione sulla sua carriera da parte dell'etichetta. Nel 2012 e nel 2017 ha diffuso gli album Ha Ha Ha e Pictures to Mars.

## Discografia

### Album in studio
- 2007 – The Winner's Journey
- 2012 - Ha Ha Ha
- 2017 - Pictures to Mars

### Extended plays
- 2006 – Take It or Leave It
- 2010 – I'm Ready
- 2011 – Free Falling
- 2012 – Elektrik Field
- 2017 – Pictures of Mars: Part 1 - Back To Life

### Singoli

#### Come artista principale
- 2007 – Here I Am
- 2010 – Without You
- 2011 – C U Later

#### Come artista ospite
- 2012 – We Are the Stars (Jack & Joy feat. Natalie Gauci)
- 2012 – Part Time Lover (Voltaxx & Mike Kelly feat. Natalie Gauci)
- 2013 – Kandy Kandy (Alexander Fog feat. Natalie Gauci)